# Tōhō-Universität

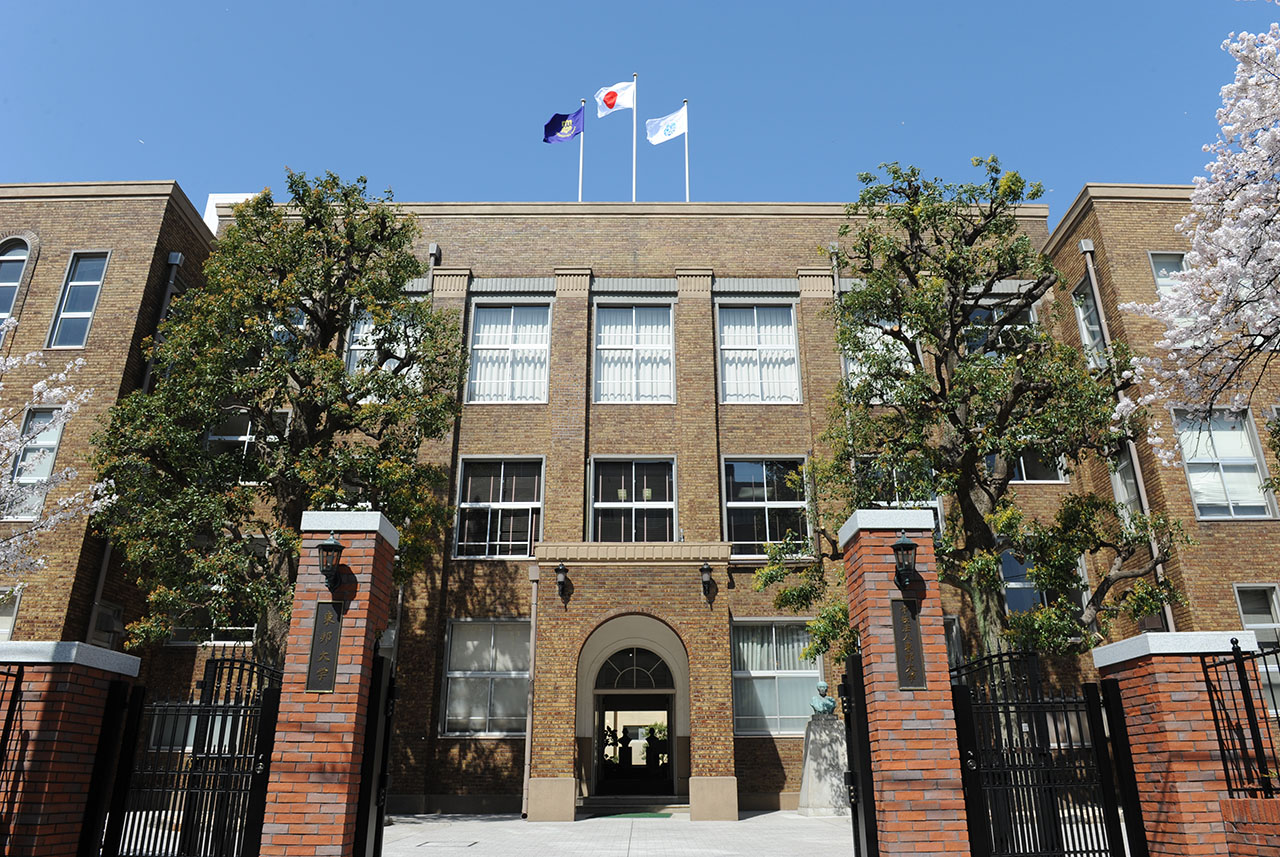
Tōhō-Universität

Die Tōhō-Universität (japanisch 東邦大学, Tōhō daikgaku) ist eine private Universität im Bezirk Ōta in Tōkyō.

## Übersicht
Die Tōhō-Universität wurde 1925 von den Brüdern Nukada Yukata (額田豊; 1878–1972) und Nukada Susumu (額田晉; 1886–1964) gegründet. Der ältere hatte seinen Schulabschluss auf der „Deutschen Mittel- und Oberschule“ (獨協中学校・高等学校, Dokkyō chūgakkō – kōtō gakkō) gemacht. 1901 hatte er sein Studium der Medizin an der Universität Tokio abgeschlossen und sich von 1905 bis 1907 in Deutschland weitergebildet. Sein Bruder Nukada Susumu hatte sich nach seinem Abschluss des Medizinstudiums an der Universität Tokio an der Harvard-Universität weitergebildet. Beide brachten aus dem Ausland die Idee mit, die medizinische Ausbildung  von Frauen zu fördern.
Als erster Schritt entstand 1925 die „Kaiserliche höhere Schule für Frauen für Medizin“ (帝国女子医学専門学校; Teikoku joshi igaku semmon gakkō). Nachdem 1926 eine Abteilung für Pharmazie hinzukam, wurde der Name 1930 in „Kaiserliche höhere Schule für Frauen für Medizin und Pharmazie“ (帝国女子医学薬学専門学校; Teikoku joshi igaku yakugaku semmon gakkō) geändert. 1941 kam die „Kaiserliche höhere Schule für Frauen für Naturwissenschaften“ (帝国女子理学専門学校, Teikoku joshi rigaku semmon gakkō) hinzu. Nach dem Pazifikkrieg wurde die Schule schließlich 1950 in eine Universität für Männer und Frauen umgewandelt, die den heute noch gültigen Namen Tōhō-Universität erhielt. Nachdem die bestehenden Fakultäten für Medizin, Pharmazie und Naturwissenschaften zunächst ausgebaut wurden, wurde zuletzt 2011 aus der Medizin-Fakultät eine Fakultät für die Ausbildung von Krankenpflegern und als fünfte Fakultät eine für Gesundheitspfleger ausgelagert.
Die Universität beschäftigte 2020 974 Vollzeit- und 367 Teilzeit-Beschäftigte. Die Zahl der Studenten belief sich auf 4968.